# Schaffgotsch
La famiglia Schaffgotsch è una famiglia nobile tedesca.

## Storia
Attorno al 1240 la prima attestazione della famiglia Schaffgotsch si trova in un documento della Slesia, dove si ricorda la presenza di un "Sibotho de nobili Familia Ovium" ("ovium" è la parola latina per "pecora", traduzione della parola tedesca Schaf(f)). Secondo la tradizione, Sibotho sarebbe stato membro dell'entourage dei duchi di Slesia, Edvige di Andechs e di Enrico I il Barbuto.

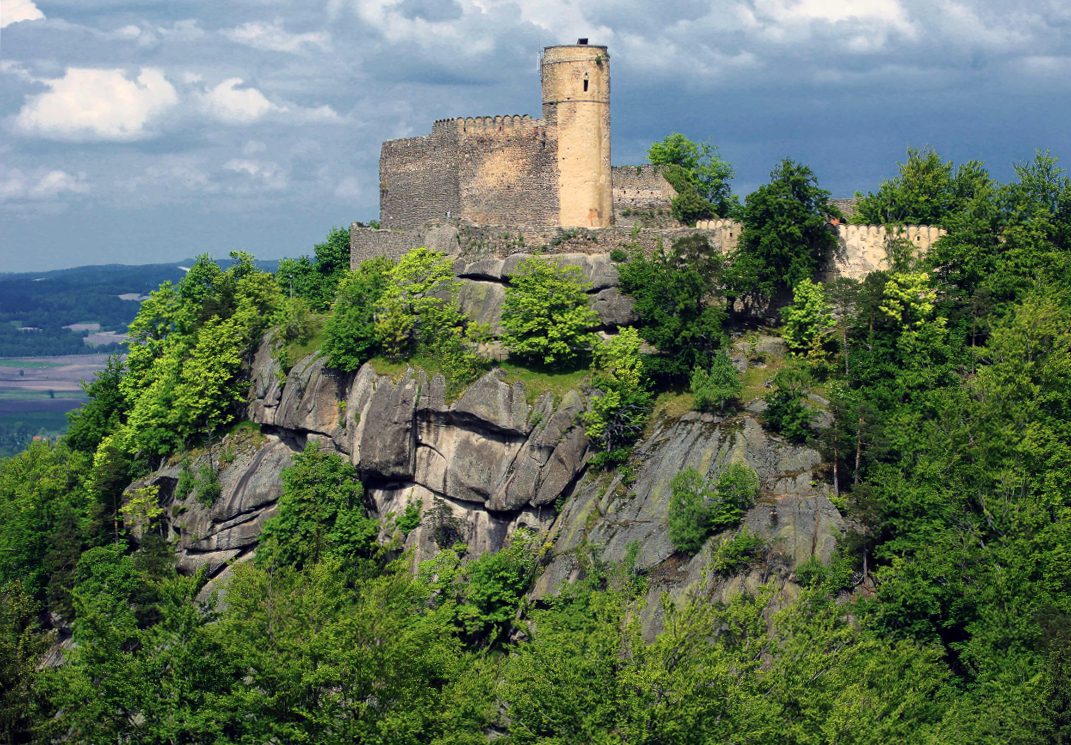
Il castello di Chojnik.

Uno dei successori di Sibotho, il cavaliere Gotsche II Schoff (che morì nel 1420), acquisì diversi possedimenti presso la periferia dei monti Karkonosze e Jizera sul finire del secolo, che comprendevano il dominio sui castelli di Chojnik e Greiffenstein. La famiglia Schaffgotsch per questo divenne la famiglia più importante della valle della Jelenia Góra (Hirschberger Tal). Nel 1403, Gotsche II donò la chiesa di Warmbrunn e vi installò un convento di cistercensi. La famiglia ricordò da quel momento la memoria di Gotsche II Schoff, aggiungendo al proprio cognome il nome di "Gotsch", divenendo quindi Schaffgotsch.
Il figlio di Gotsche II, Hans (che morì nel 1469) fu il primo della famiglia a divenire cancelliere, giudice e governatore (Landeshauptmann) del principato di Świdnica-Jawor (Schweidnitz-Jauer). Coi suoi figli Anton, Kaspar e Ulrich, la famiglia Schaffgotsch si divise in tre rami.
Anton (che morì nel 1508) si stabilì in Boemia, dando origine alle linee di Seifersdorf e Kreppelhof-Reußendorf-Ullersdorf. Tale linee ottennero il titolo di baroni nel 1674 e quello di conti nel 1681. I membri più notabili di questo ramo furono Christoph Wilhelm (1687–1768), Landeshauptmann (governatore) della Slesia; Johann Ernst Anton (1685–1768); burgravio di Praga; Johann Prokop (1748–1813), vescovo di České Budějovice); e Anton Ernst (1804–70), vescovo di Brno). Tale linea si estinse nel 1993.
Il ramo fondato dal figlio di Hans, Ulrich (1453–1543), cessò di esistere nel 1661; Christoph (1552–1601), nipote di Kaspar (1476–1534), era già succeduto ad Ulrich nel possesso del feudo di Greiffenstein nel 1578. Christoph, protestante, fu il primo antenato del ramo slesiano della famiglia che nel 1766 si divise nelle linee di Kynast-Warmbrunn e Wildschütz; Il ramo di Wildschütz prese residenza nella Slesia austriaca e si estinse nella prima metà del XX secolo.

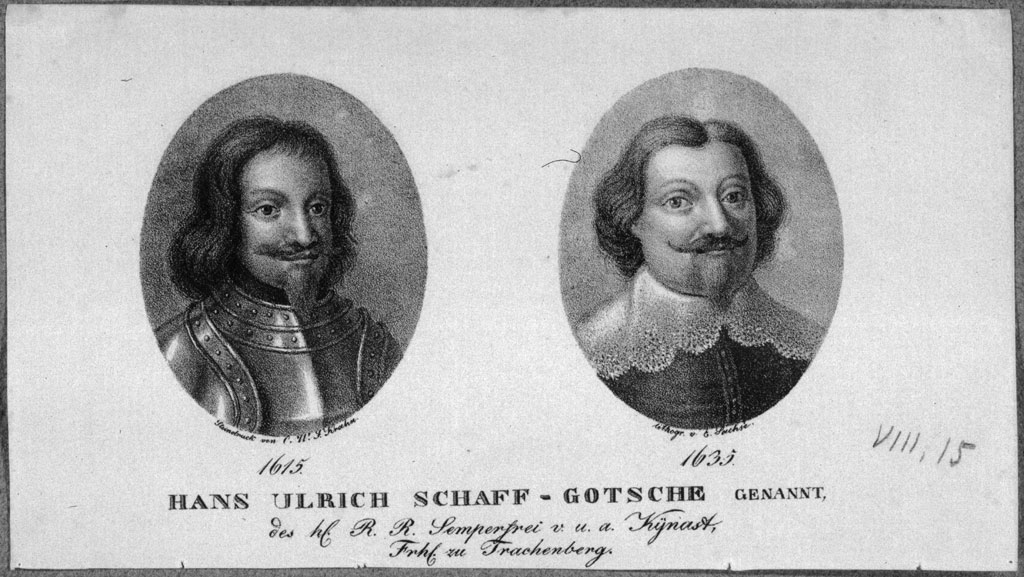
Hans Ulrich von Schaffgotsch (1595–1635)

Il figlio di Christoph, Hans Ulrich (1595–1635), protestante come il padre, fu l'unico membro della famiglia Schaffgotsch a sposarsi in una casa dinastica dal momento che sua moglie, Barbara Agnes, era principessa di Liegnitz Brieg (una discendente dunque degli Ascanidi) Hans Ulrich ricevette i pieni diritti di un principe sovrano della Slesia ed ottenne il titolo di Semperfrei dall'imperatore. Come generale imperiale, prestò servizio sotto il comando del generale Wallenstein, ma risultò poi tra i firmatari della pace di Pilsen che l'imperatore considerò come un tradimento. Hans Ulrich venne decapitato e la famiglia venne privata di tutti i propri possedimenti; suo figlio Christoph Leopold (1632–1703) si convertì al cattolicesimo e riprese possesso di tutti i propri feudi ad eccezione di quello di Trachenberg. Nel 1654, Christoph Leopold divenne conte e venne creato ambasciatore imperiale in Polonia. Nel 1683, accompagnò Giovanni III Sobieski nella Battaglia di Vienna come ambasciatore dell'imperatore. Fu giudice imperiale a Schweidnitz ed a Jauer, nonché governatore della Slesia. Suo figlio Johann Anton Gotthard (1665–1742), venne creato conte del Sacro Romano Impero e fu direttore del distretto della Slesia.
Dopo che il castello di Kynast finì bruciato a seguito di un fulmine nel 1675, la famiglia si trasferì nel vicino castello di Warmbrunn. Dopo che anche questo castello bruciò nel 1777, venne sostituito nel 1784 con un grande palazzo di stile neoclassico che divenne la principale residenza della famiglia sino al 1945. 

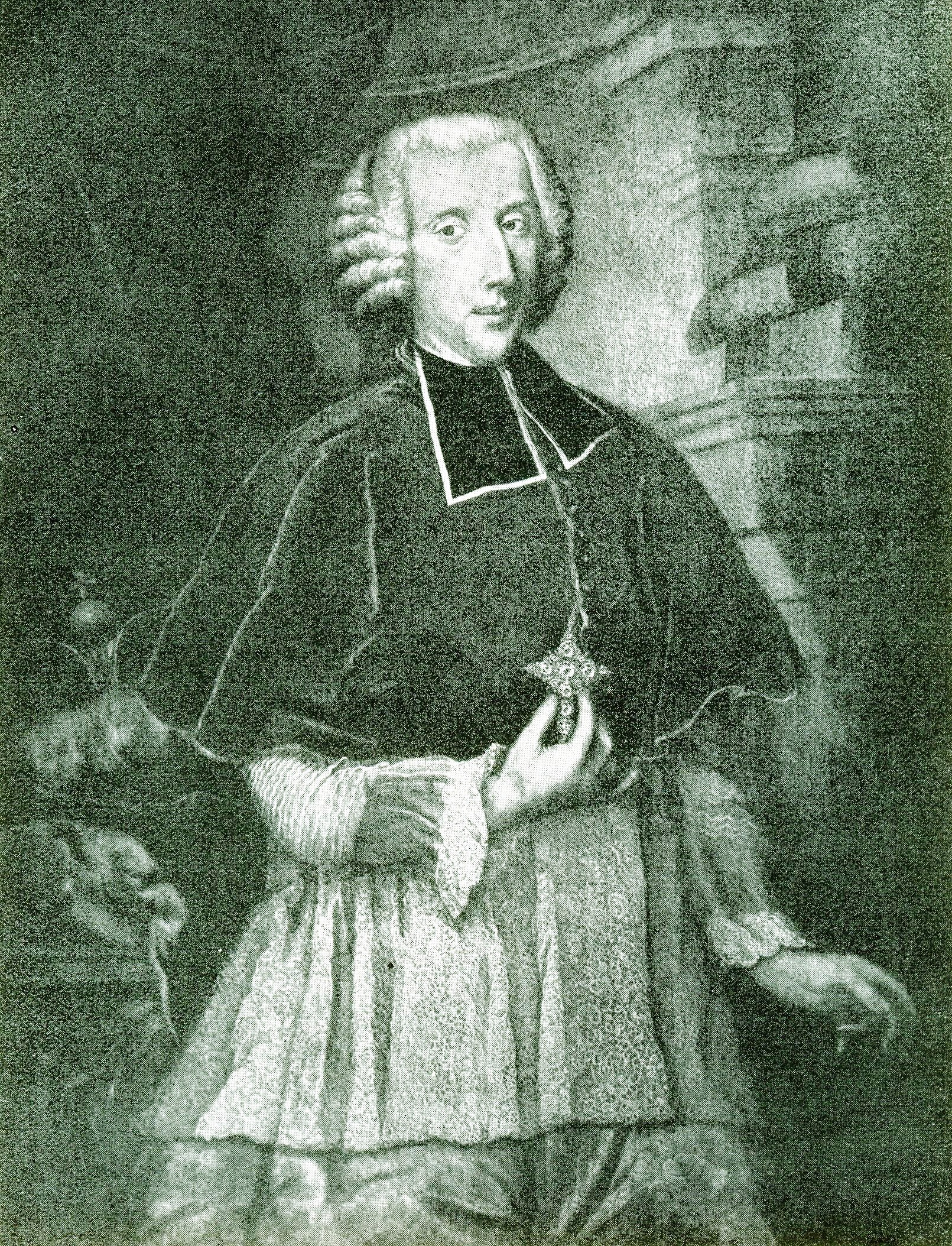
Philipp Gotthard von Schaffgotsch (1715–1795), vescovo di Breslavia

Dopo la cattura prussiana della Slesia, Philipp Gotthard von Schaffgotsch (1715–1795) divenne vescovo di Breslavia, su proposta di Federico il Grande che lo elevò anche al titolo di principe. Quando, durante la guerra dei sette anni, il vescovo si portò in esilio in Boemia, il re lo bandì a vita. 
Nella generazione successiva, Johann Nepomuk Gotthard (1732–1808) ricevette il titolo di "Erblandhofmeister". La famiglia ottenne un seggio nella Camera dei signori prussiana. Nella prima metà del XIX secolo, la famiglia si divise nuovamente in una linea della Bassa Slesia di Warmbrunn-Kynast e in quella dell'Alta Slesia a Kopice. Per le estati calde a Warmbrunn i conti fecero costruire delle terme e un teatro nel corso del XIX secolo. Quando la prevostura cistercense istituita da Gotsche II Schoff a Warmbrunn nel 1381 venne secolarizzata nel 1810, essa passò alla famiglia comitale, compresa la ricca biblioteca di 80.000 volumi e altre collezioni. 
Il conte Hans Ulrich von Schaffgotsch (1831–1915) sposò Johanna Gryczik nel 1858, figlia adottiva ed unica erede dell'industriale dello zinco Karl Godulla, divenendo così uno dei più ricchi industriali della Prussia. I loro discendenti, appartenenti alla linea della Bassa Slesia a Kopice, mantennero questo possente impero industriale sino al 1945. 
La linea della Bassa Slesia, coi suoi vasti possedimenti, era considerata la seconda famiglia per ricchezza nella regione prima della prima guerra mondiale. Negli anni '30 del Novecento, l'ultimo proprietario della residenza di Warmbrunn-Kynast, Friedrich (1883–1947), era possidente per 27.668 ettari di terreno ed era il sesto in tutta la Prussia. Nel 1923 Anna Schaffgotsch ereditò il castello di Niederleis nella Bassa Austria, che ancora appartiene ai suoi discendenti.
Nel 1935, Averell Harriman, consigliere della Union Pacific Railroad, incaricò Felix von Schaffgotsch di trovare un luogo ideale per nuovi investimenti per la Union Pacific negli Stati Uniti occidentali. Nel gennaio del 1936, Felix riuscì a trovare un luogo adatto in Ketchum, nell'Idaho, dove poi si sviluppò il Sun Valley Resort. Durante la costruzione del resort, il conte tornò in Austria per reclutare degli istruttori di sci che, secondo quanto rivelato dall'attore David Niven, erano "tutti nazisti". Felix Schaffgotsch tornò negli Stati Uniti in tempo per l'apertura del resort, e rimase una figura centrale nello sviluppo di Sun Valley. Tornò in Europa dopo l'invasione tedesca di Boemia e Moravia nel 1939, ed entrò nell'esercito tedesco. Morì sul fronte russo durante la seconda guerra mondiale, nel 1942.
Dopo il secondo conflitto mondiale, gran parte dei membri della famiglia Schaffgotsch vennero espulsi dalla Germania ed i comunisti confiscarono le loro proprietà.

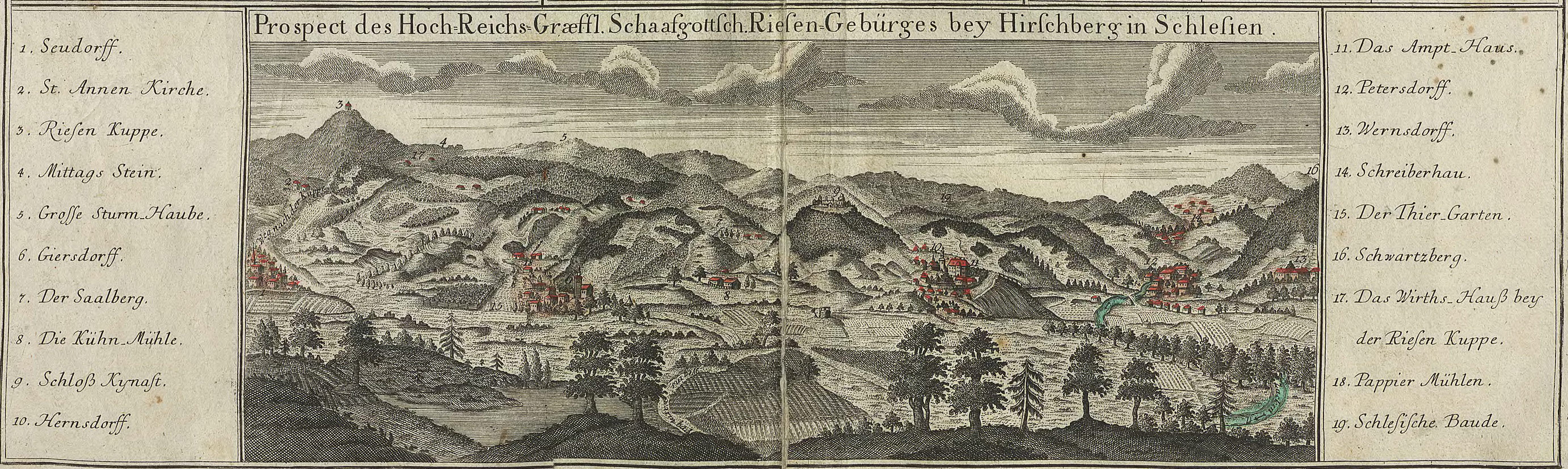
Vista dei possedimenti della famiglia Schaffgotsch nel XVIII secolo

## Residenze

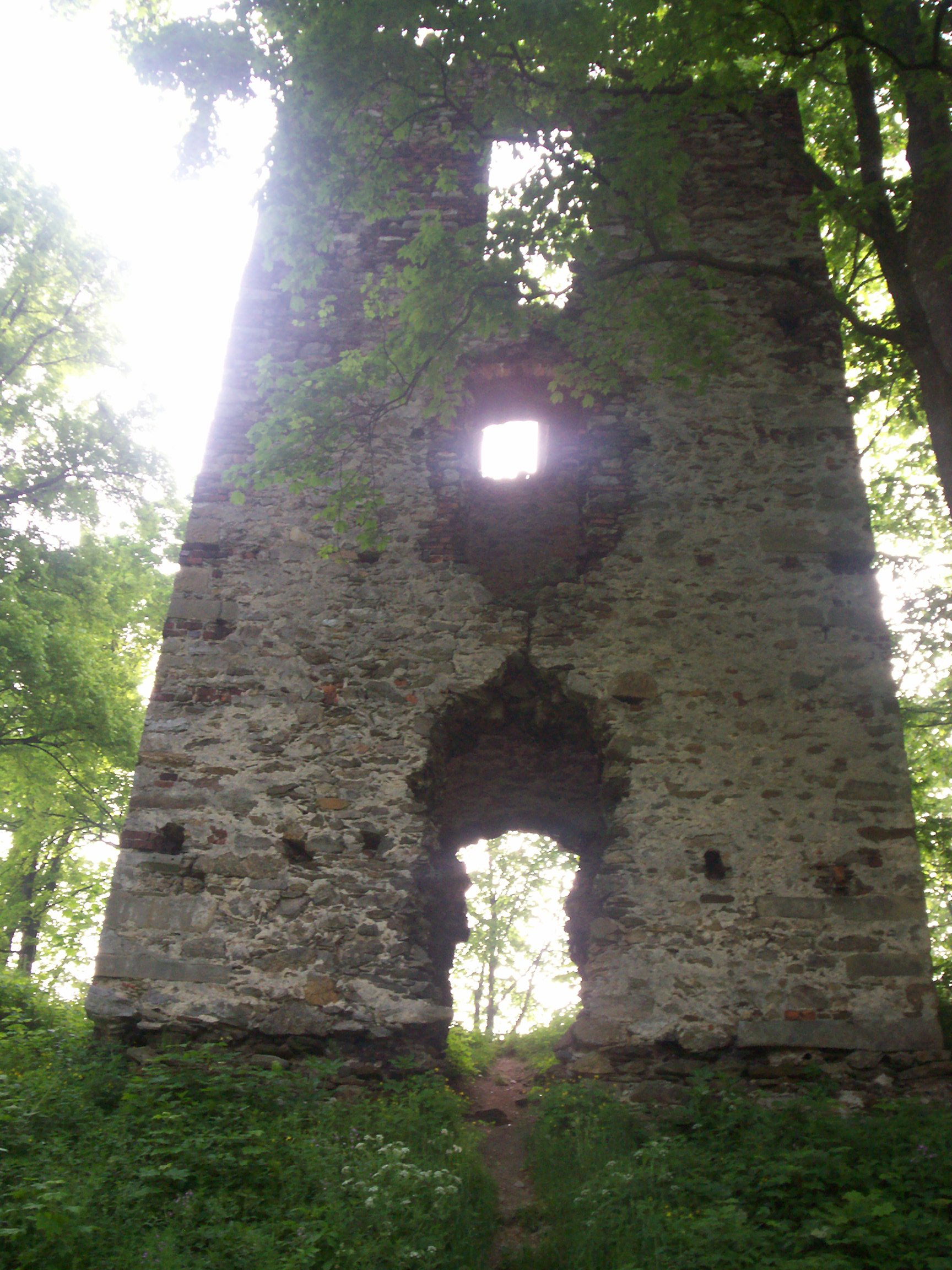
Castello di Stara Kamienica
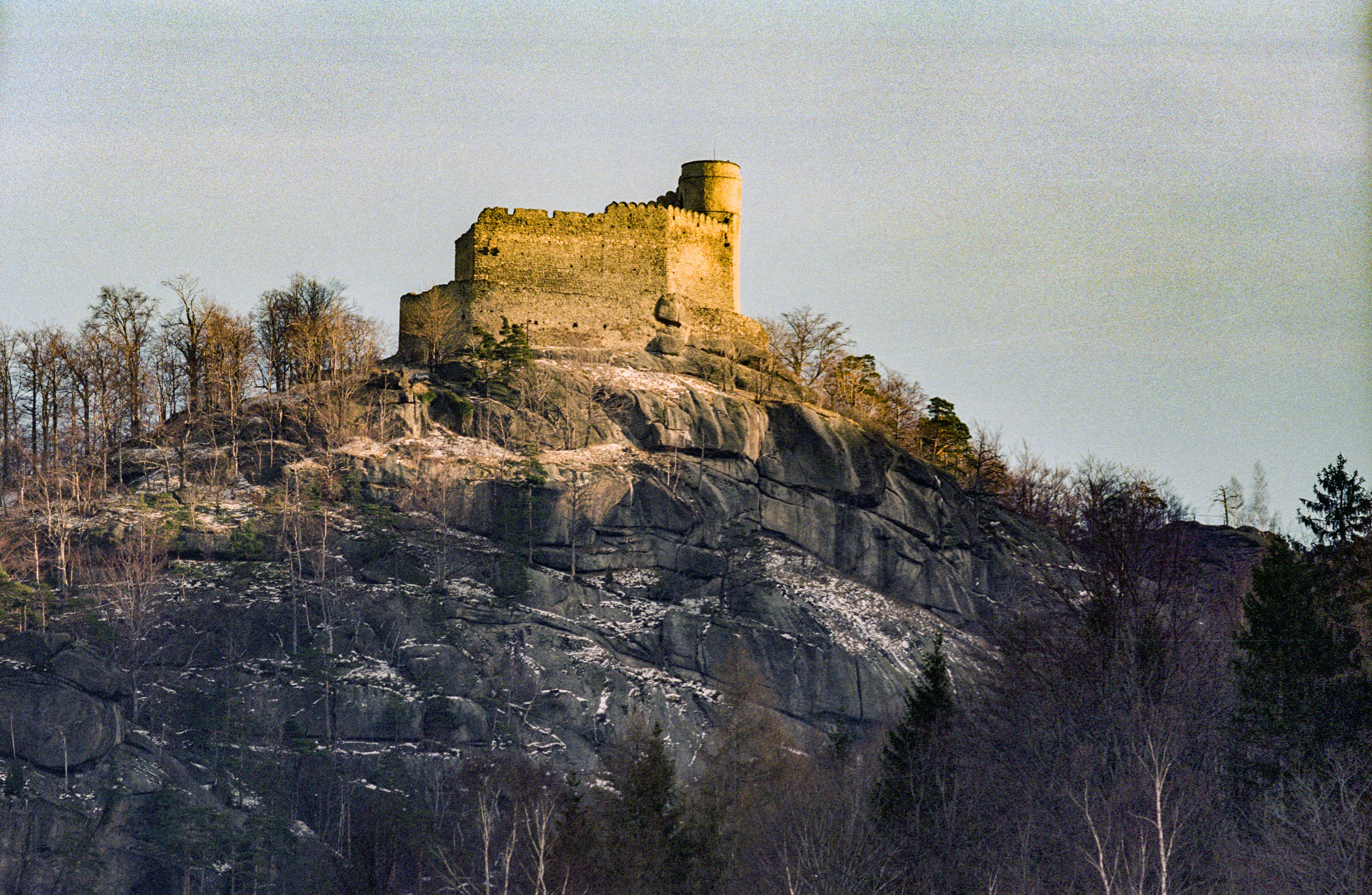
Castello di Kynast (Chojnik)
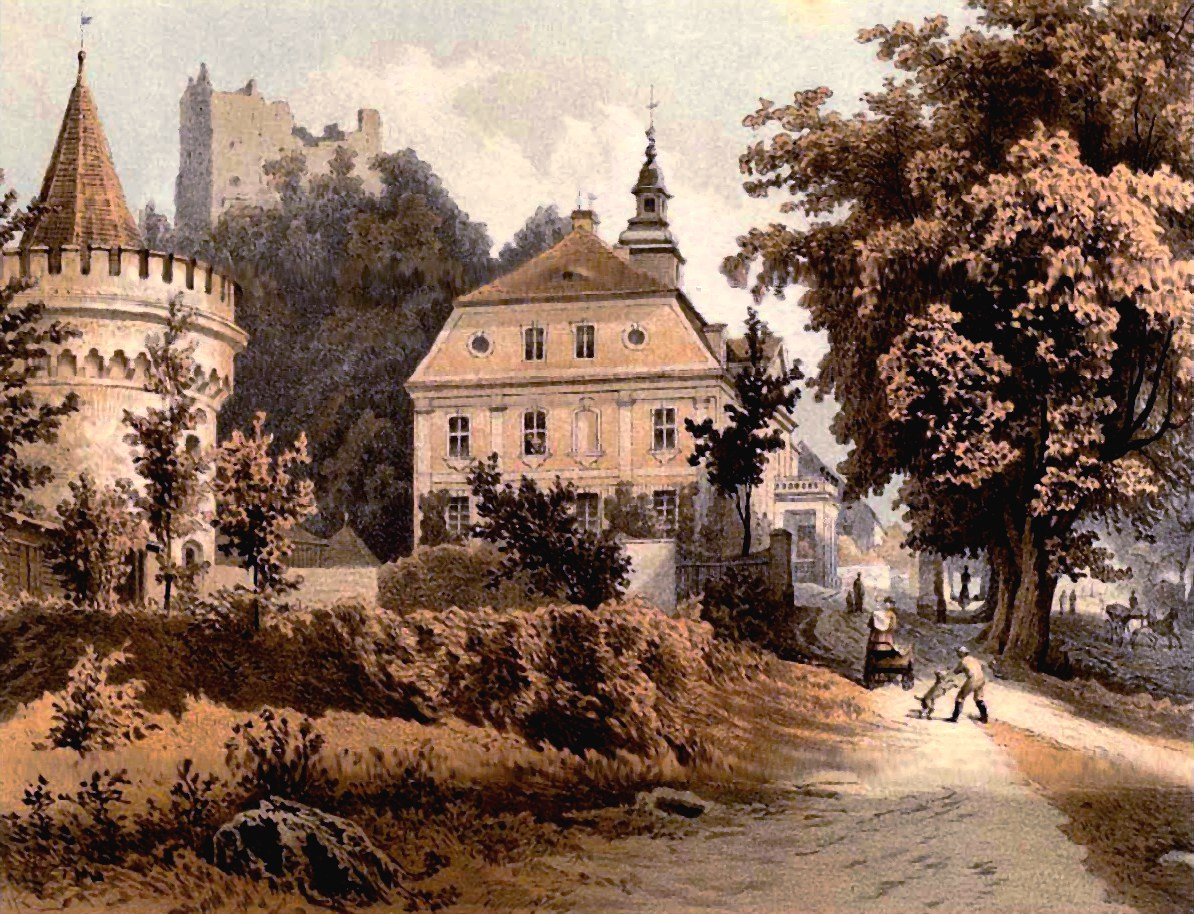
Castello di Greiffenstein a Gryfów Śląski (c. 1870)
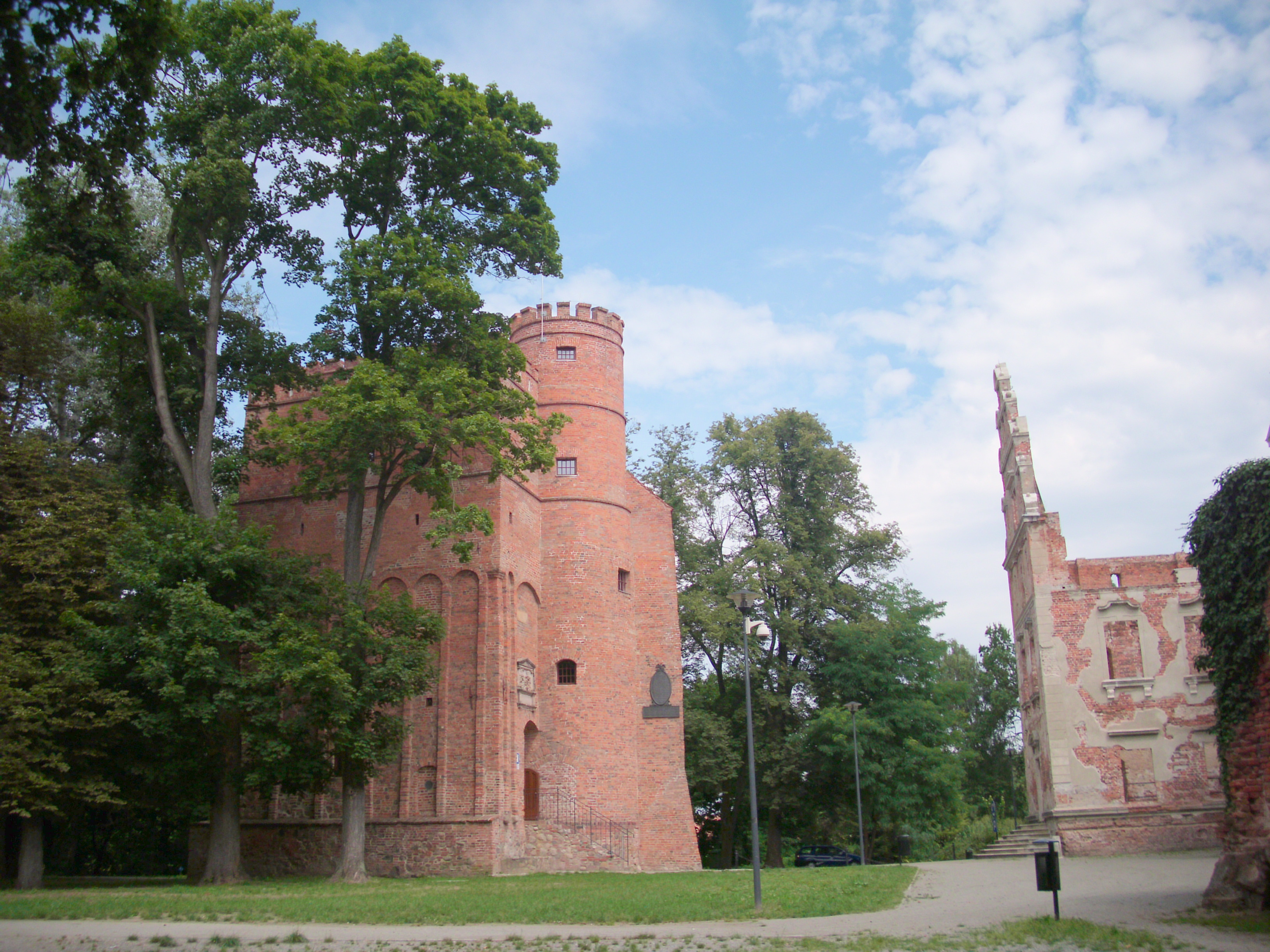
Castello di Trachenberg
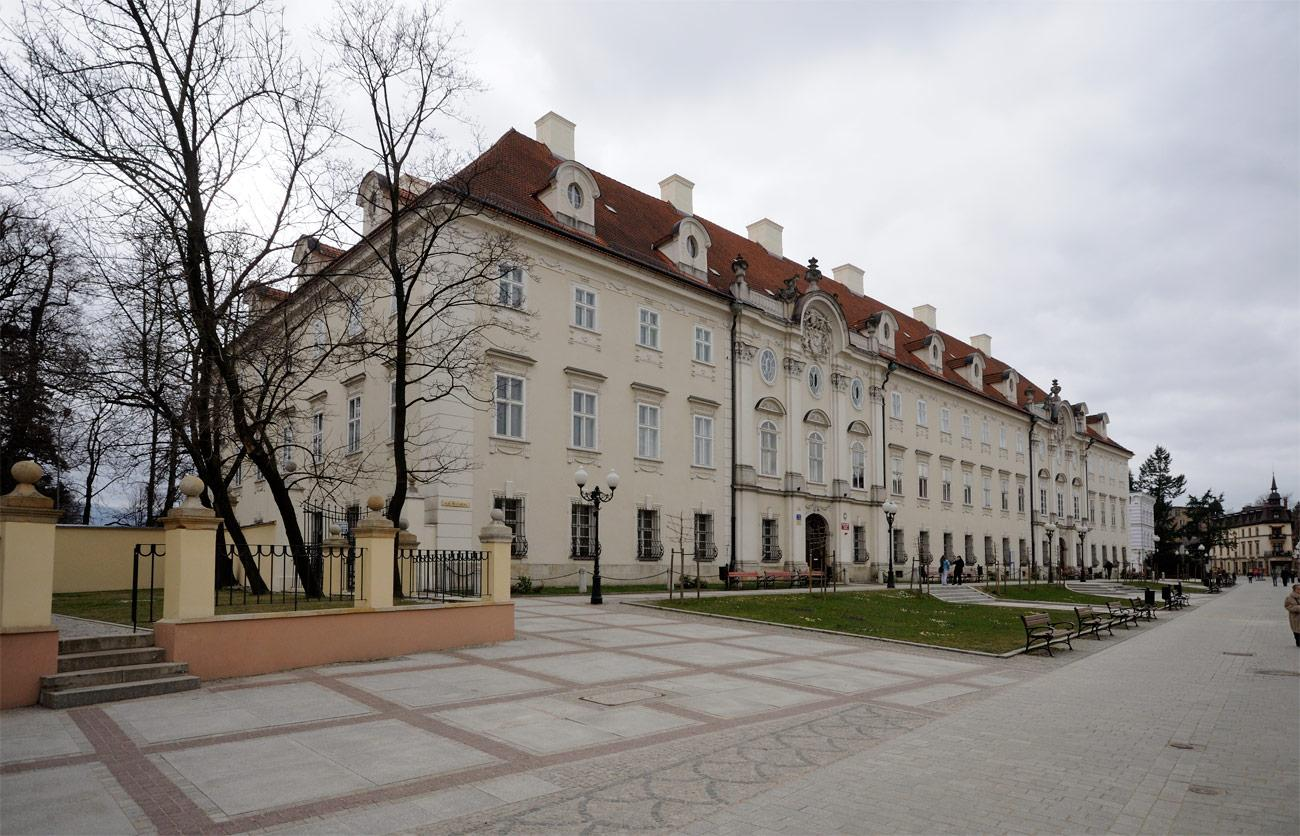
Castello di Warmbrunn
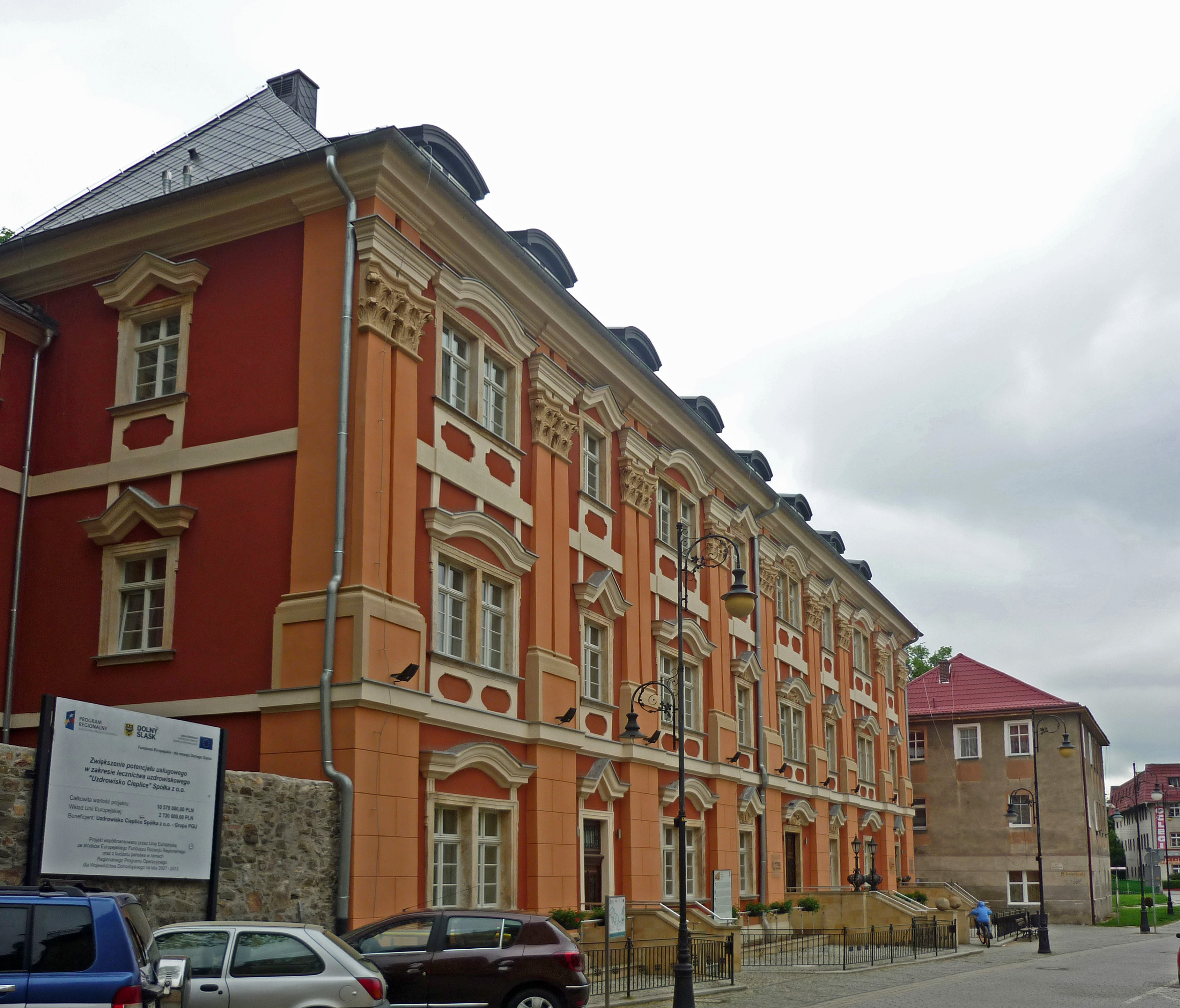
Monastero di Warmbrunn
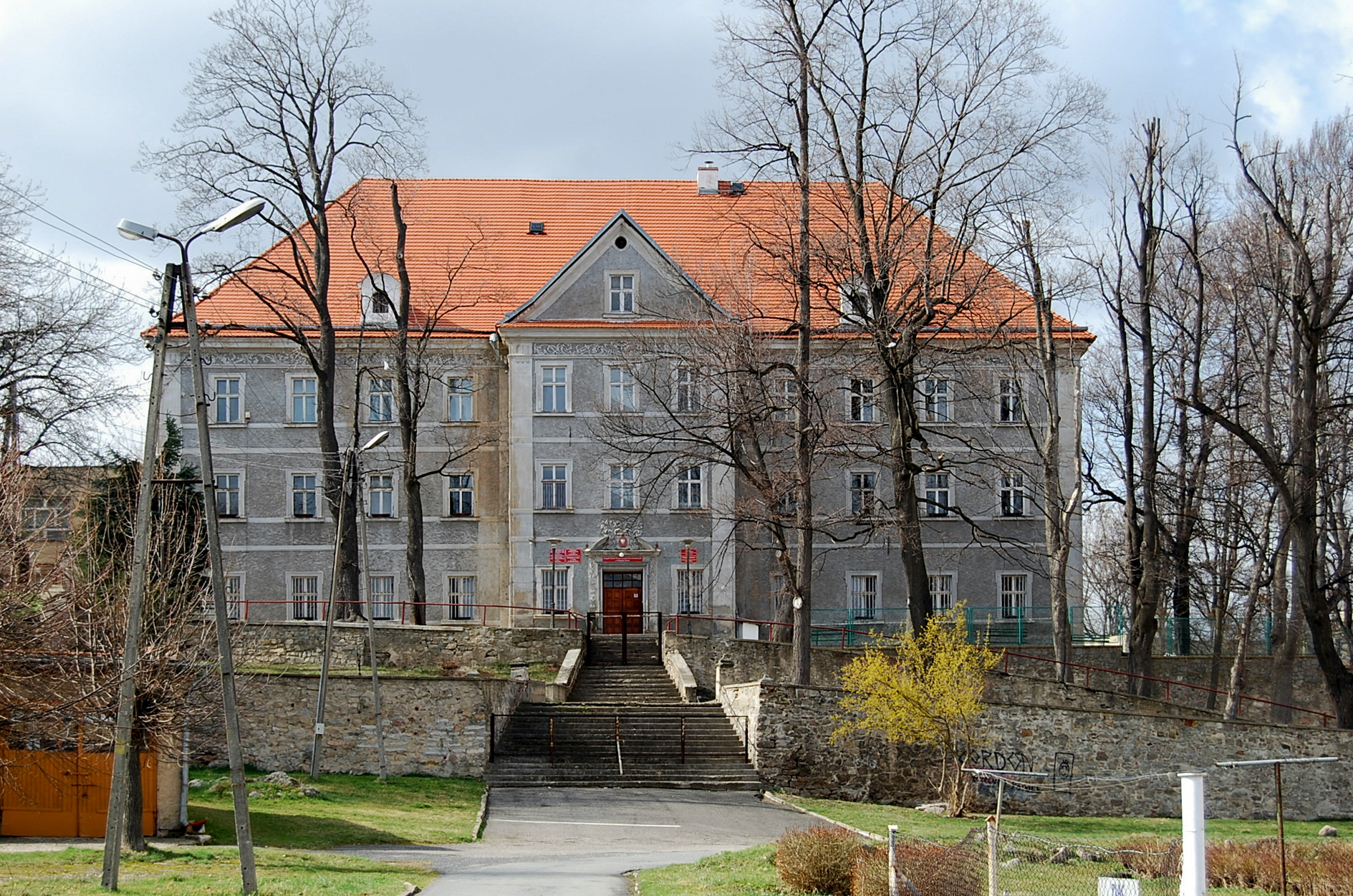
Castello di Hermsdorf unterm Kynast
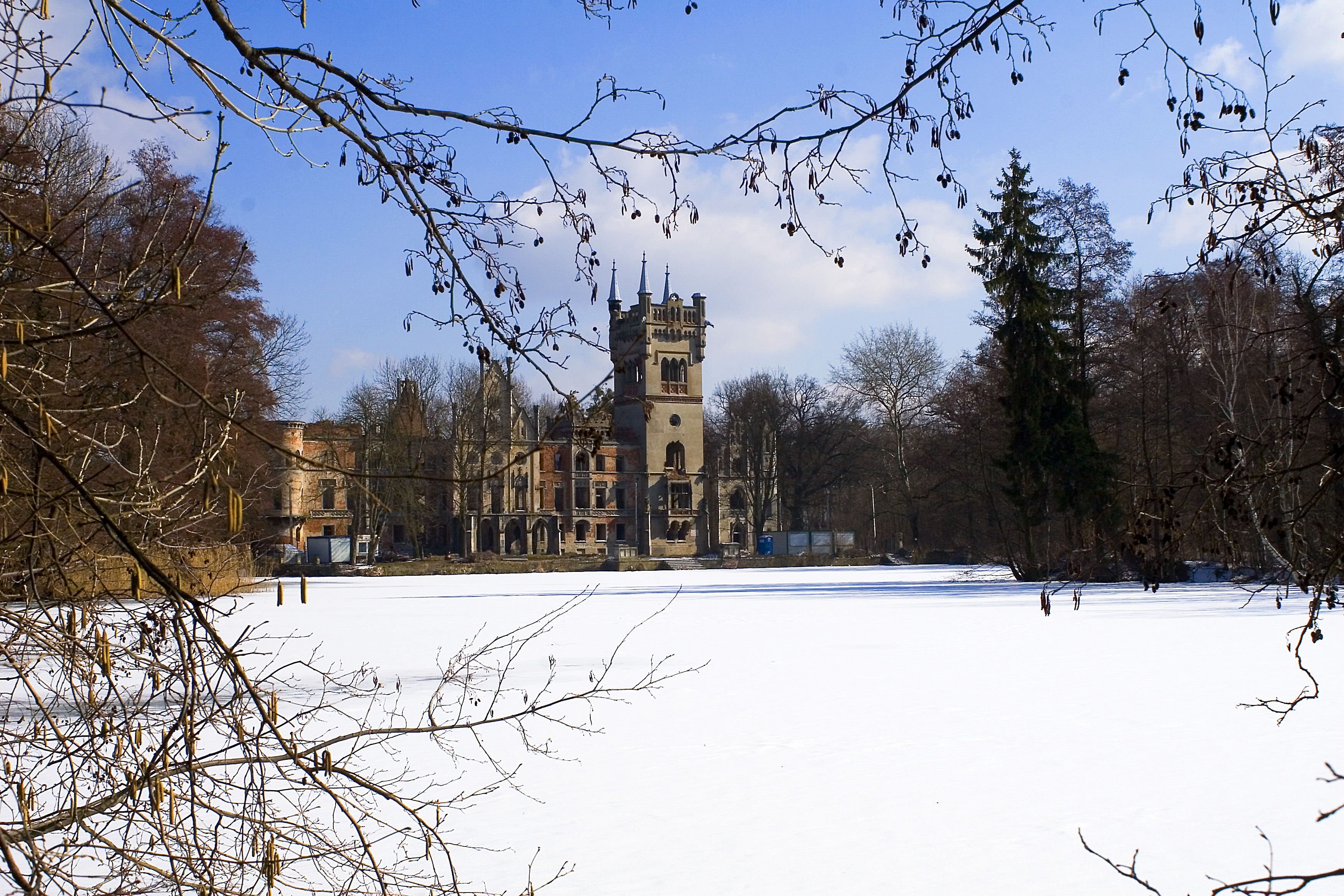
Palazzo di Koppitz
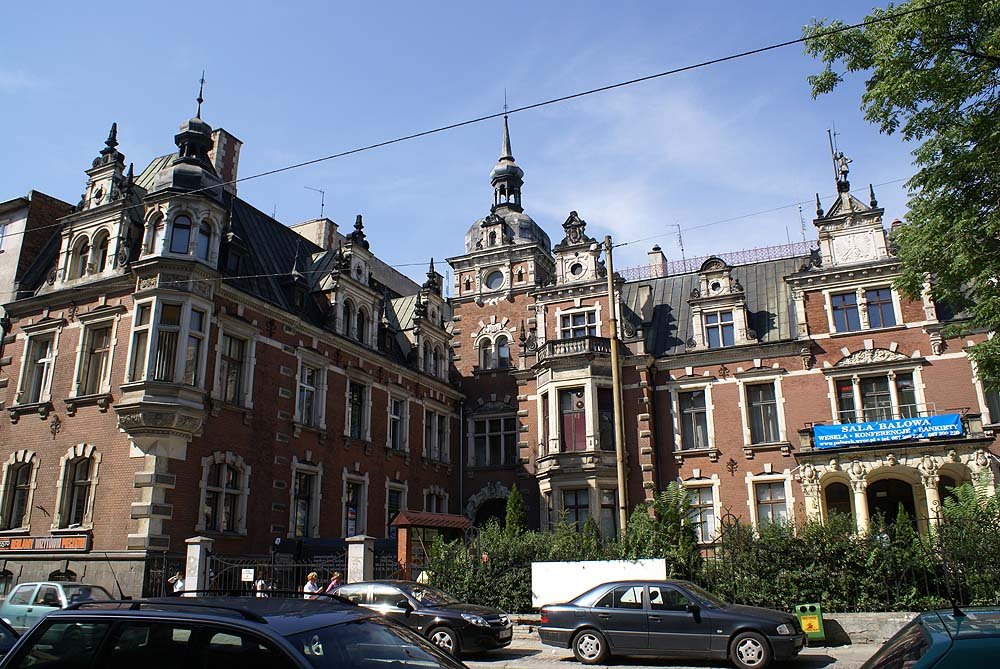
Palazzo Schaffgotsch a Breslavia